# Аудни Гёйтюр Арасон
Аудни Гёйтюр Арасон (исл. Árni Gautur Arason; 7 мая 1975, Рейкьявик, Исландия) — исландский футболист, выступавший на позиции вратаря, игрок сборной Исландии по футболу.

## Клубная карьера
По большей части карьера Аудни проходила в норвежской Элитсерии, где он начинал в качестве игрока «Русенборга». На протяжении отрезка 1998—2003, он трижды становился чемпионом Элитсерии, и единожды выигрывал кубок Норвегии. Кроме того, в это время Арасон вместе с командой выступал и в Лиге чемпионов УЕФА. Весной 2004 года Аудни подписал контракт с английским клубом «Манчестер Сити», однако не смог закрепиться в основе, проиграв конкуренцию авторитетному голкиперу Дэвиду Джеймсу. Сыграв только два матча за «Горожан» в Кубке Англии, Арасон вернулся в Норвегию, и стал выступать за футбольный клуб «Волеренга». Впоследствии футболист примерял на себя футболки таких клубов, как «Одд Гренланд», «Льерс», а также непродолжительное время играл в южноафриканском чемпионате. В 2011 году футболист завершил карьеру.

## Карьера в сборной
Дебютировал за сборную Исландии в 1998 году, против сборной Латвии, заменив на 82 минуте Биркира Кристинссона. Свой последний матч Арасон провел против сборной Лихтенштейна, который завершился счетом 1:1. Всего за сборную провел 71 матч.

## Достижения
- Русенборг
  - Чемпион Элитсерии (3): 2000, 2001, 2002.
  - Обладатель Кубка Норвегии (1): 1999.
- *Волеренга
  - Чемпион Элитсерии (1): 2005

### Личные
- Почётная награда «Книксен» «Вратарь года»: 2001 и 2005